# Funchal
Funchal (in portoghese O Funchal [u fũˈʃaɫ]) è un comune portoghese di 105 795 abitanti, capoluogo della regione autonoma di Madera. Funchal è la città più grande dell'isola di Madera; è stata fondata nel 1421 da João Gonçalves Zarco ed è stata elevata allo status di città da re Manuele I nel 1508.

## Geografia fisica

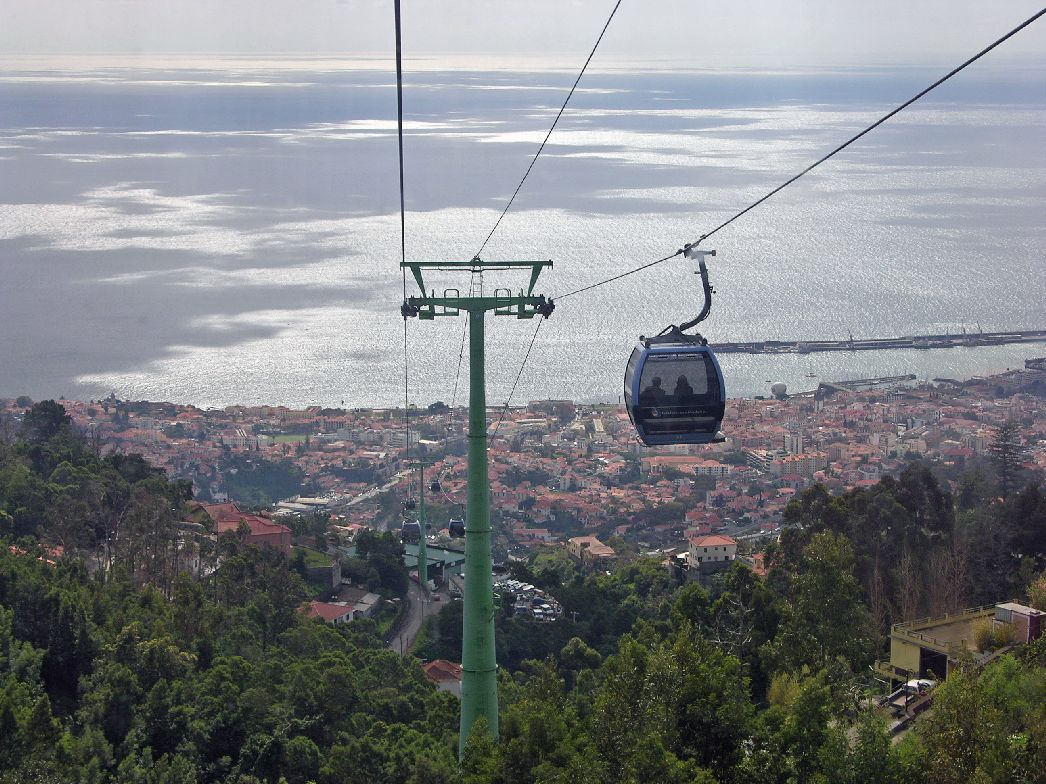
Panorama di Funchal dalla funivia

Oggi Funchal è una città moderna, situata in un'area unica, dove la conformazione geologica crea un anfiteatro naturale che circonda l'intera città, partendo dal porto e arrivando fino ai 1200 metri dei suoi pendii più elevati. Questa protezione naturale attirò i primi abitanti che costituirono il nucleo iniziale di Funchal.
Capitale dell'isola da più di cinque secoli, Funchal prende il nome dalla parola funcho, che in portoghese significa finocchio, pianta molto presente sull'isola.
Parte del comune di Funchal è racchiusa nella riserva naturale delle Ilhas Selvagens che si estende per 160 km a sud di Funchal.

### Clima
Il clima di Funchal è oceanico subtropicale. Le temperature sono molto gradevoli durante tutto l'anno. L'inverno è molto mite e l'estate calda e secca. La pioggia è rara in estate e molto frequente in inverno. Il vento è molto comune.
| FUNCHAL            | Mesi | Mesi | Mesi | Mesi | Mesi | Mesi | Mesi | Mesi | Mesi | Mesi | Mesi | Mesi | Stagioni | Stagioni | Stagioni | Stagioni | Anno |
| FUNCHAL            | Gen  | Feb  | Mar  | Apr  | Mag  | Giu  | Lug  | Ago  | Set  | Ott  | Nov  | Dic  | Inv      | Pri      | Est      | Aut      | Anno |
| ------------------ | ---- | ---- | ---- | ---- | ---- | ---- | ---- | ---- | ---- | ---- | ---- | ---- | -------- | -------- | -------- | -------- | ---- |
| T. max. media (°C) | 19,2 | 19,1 | 19,5 | 20,3 | 22,8 | 24,6 | 26,3 | 27,6 | 26,3 | 24,3 | 22,7 | 19,5 | 19,3     | 20,9     | 26,2     | 24,4     | 22,7 |
| T. min. media (°C) | 12,2 | 12,6 | 13,8 | 14,5 | 16,6 | 18,2 | 20,4 | 20,8 | 19,5 | 17,6 | 15,8 | 13,6 | 12,8     | 15,0     | 19,8     | 17,6     | 16,3 |

## Storia
Nel XVI secolo Funchal era un importante punto di approdo per le navi che andavano verso le Indie e il nuovo mondo ed era conosciuta per la ricchezza dei suoi mercanti. Era famosa inoltre per essere l'unico porto dove poter approvvigionarsi del vino e dello zucchero dell'isola di Madeira.
Funchal divenne famosa nell'800 per il clima salutare e diversi membri della nobiltà vi soggiornarono (spesso ospitati a villa Quinta Vigia):
- Augusto di Beauharnais tra il 1834 ed il 1835
- Alessandro di Orange-Nassau dal novembre del 1847 fino alla morte
- Adelaide di Sassonia-Meiningen dal novembre 1847 all'aprile 1848[2]
- Karl Pavlovič Brjullov tra il 1849 ed il 1850
- Massimiliano di Leuchtenberg tra il 1849 ed il 1850[3][4]
- Amelia di Leuchtenberg dall'agosto 1852 al febbraio 1853[4]
  - e la figlia Maria Amelia di Braganza dall'agosto 1852 fino alla morte[3]
  - e la sorella Giuseppina di Leuchtenberg
- Luigi del Portogallo nel 1860
- Carlotta del Belgio dal dicembre 1859 al marzo 1860[2]
- Elisabetta di Baviera dal novembre 1860 all'aprile 1861[2] e nuovamente tra il 1893 e il 1894 (nella città è presente una statua in suo onore[5])
- Pietro II di Oldenburg nel 1885

Qui fu esiliata, dopo la prima guerra mondiale, la famiglia imperiale d'Austria-Ungheria, guidata dallo stesso Imperatore Carlo I d'Austria, che vi visse in ristrettezze economiche. Carlo vi morì, di polmonite, il primo aprile 1922. Vissuto e morto in fama di santità, l'Imperatore, beatificato da San Giovanni Paolo II il 3 ottobre 2004, è tuttora tumulato nel Santuario mariano di Nossa Senhora do Monte, situato in posizione panoramica sopra Funchal. La sua tomba è continua meta di pellegrinaggi, da ogni parte del mondo.

## Società

### Evoluzione demografica
| Popolazione di Funchal (1849 – 2011) | Popolazione di Funchal (1849 – 2011) | Popolazione di Funchal (1849 – 2011) | Popolazione di Funchal (1849 – 2011) | Popolazione di Funchal (1849 – 2011) | Popolazione di Funchal (1849 – 2011) | Popolazione di Funchal (1849 – 2011) | Popolazione di Funchal (1849 – 2011) | Popolazione di Funchal (1849 – 2011) |
| ------------------------------------ | ------------------------------------ | ------------------------------------ | ------------------------------------ | ------------------------------------ | ------------------------------------ | ------------------------------------ | ------------------------------------ | ------------------------------------ |
| 1849                                 | 1900                                 | 1930                                 | 1960                                 | 1981                                 | 1991                                 | 2001                                 | 2004                                 | 2011                                 |
| 29.403                               | 43.375                               | 68.030                               | 98.113                               | 112.746                              | 115.403                              | 103.961                              | 100.847                              | 111.892                              |

## Amministrazione

### Gemellaggi
Funchal è gemellata con:
- San Paolo
- Santos
- Leichlingen
- Parla
- Praia
- Honolulu

## Freguesias

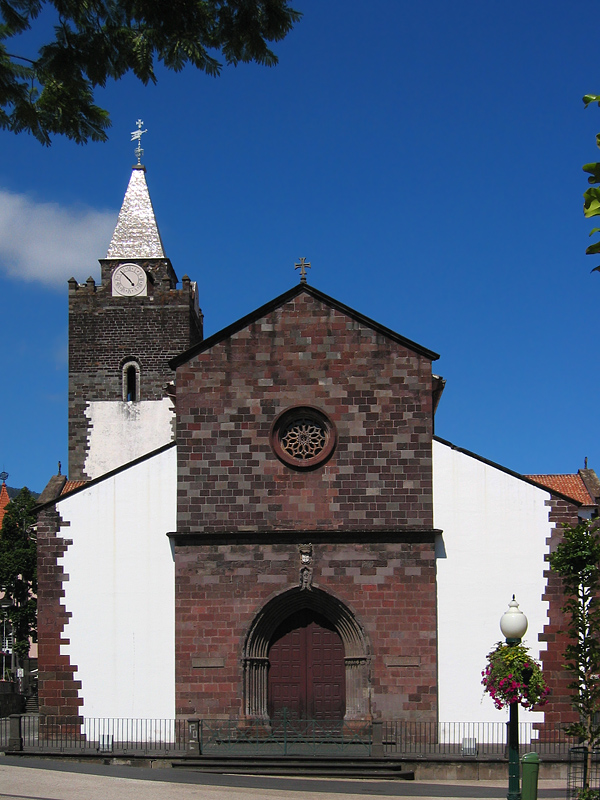
La cattedrale di Funchal

Funchal comprende un certo numero di “freguesias", divisioni amministrative paragonabili per certi aspetti a circoscrizioni. Esse sono:
- Imaculado Coração de Maria
- Monte
- Santa Luzia
- Santa Maria Maior
- Santo António
- São Gonçalo
- São Martinho
- São Pedro
- São Roque
- Sé

## Sport

### Calcio

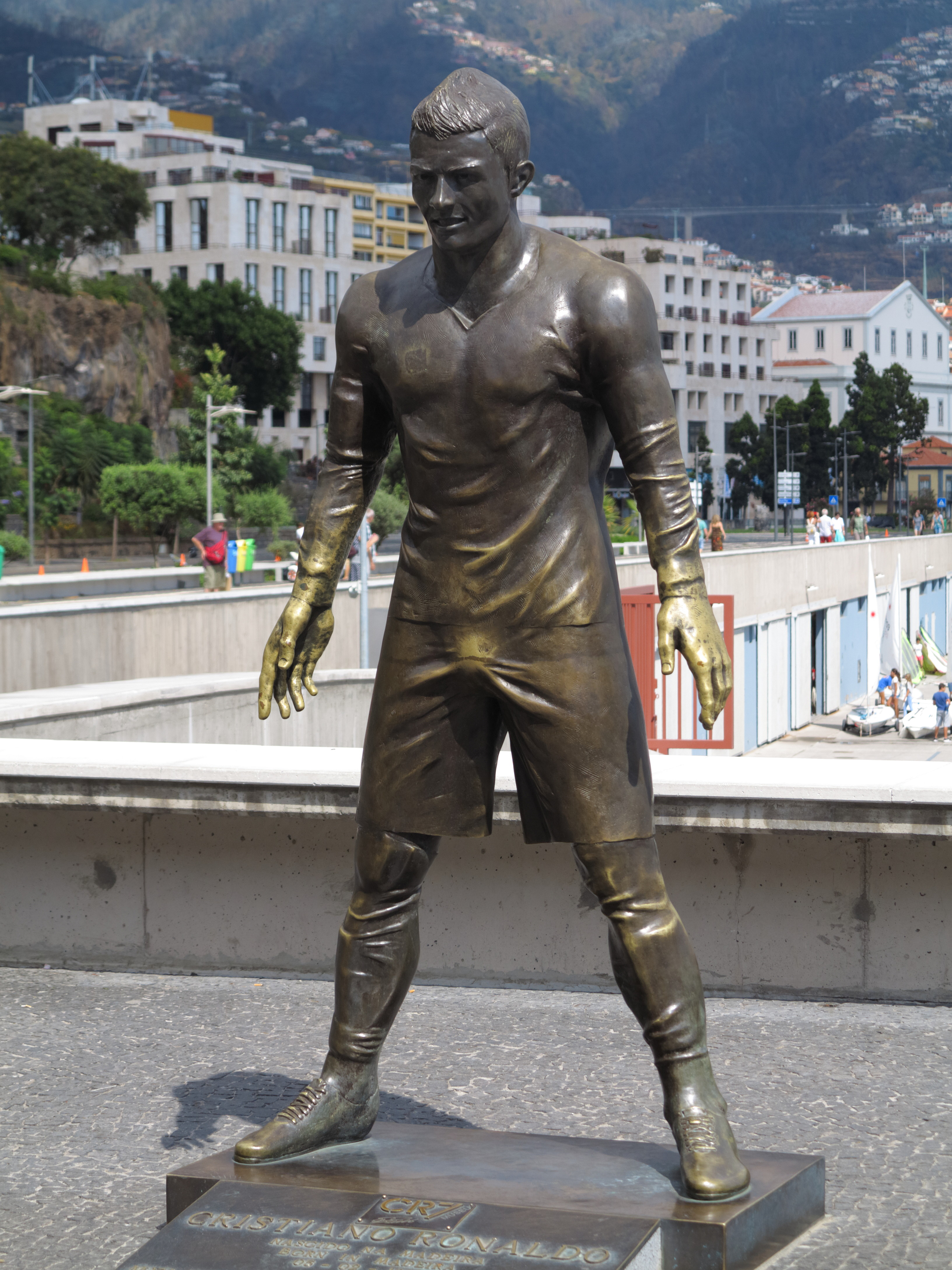
La scultura di bronzo realizzata da Ricardo Velosa per il Museu CR7 di Funchal.

Le squadre principali sono il Club Sport Marítimo e il Clube Desportivo Nacional.